# Sharon Small
Sharon Small,  född 1 januari 1967, är en skotsk skådespelare. Hon är känd bland annat som rollfiguren Barbara Havers i Elizabeth Georges Kommissarie Lynley. Hon har också medverkat i Om en pojke.

## Filmografi i urval
- 2001–2007 – Kommissarie Lynley (TV-serie)
- 2002 – Om en pojke
- 2008–2010 – Älskarinnor (TV-serie)
- 2013 – Tyst vittne (TV-serie)
- 2017 – Lita på mig (TV-serie)
- 2021 – The Bay (TV-serie)